# Hannibal Lecter
Dr. Hannibal Lecter, med.dr, även Hannibal the Cannibal, är en fiktiv psykiater, seriemördare och kannibal, skapad av författaren Thomas Harris.
Hannibal figurerade i filmen Röda draken från 1986, då spelad av Brian Cox och senare i När lammen tystnar 1991, Hannibal 2001 och Röd drake 2002, då spelad av Anthony Hopkins, samt Hannibal Rising 2007. I TV-serien Hannibal spelas figuren av Mads Mikkelsen. Samtliga baserade på böckerna av Thomas Harris; Röda draken, Hannibal och När lammen tystnar.
Hannibal Lecter föddes år 1933 i Litauen. Hans föräldrar var mycket rika; hans far var greve och hans mor en välboren italienska. Hannibal Lecter hade en lillasyster, Mischa, som blev mördad och uppäten av tyska desertörer under andra världskriget, vilket försatte unge Hannibal i ett långt traumatiskt tillstånd. Att Lecter själv också åt av sin älskade lillasyster gjorde saken än mer traumatisk. På grund av detta upplever han, att han är den värsta av alla dåliga människor, och han har förlorat all respekt för mänskligt liv. Hannibal själv undkom, men blev besatt av hämndbegär, sökte upp alla männen inblandade i systerns död under kriget och mördade dem.
År 1975 arresterades Lecter av FBI-agenten William "Will" Graham och han spärrades in på mentalsjukhus.
1983 blev Hannibal i När lammen tystnar förflyttad till ett fängelse i Memphis och lyckades fly - en process som krävde 5 liv. Senare i Hannibal skildras hur Lecters liv i stillhet i Florens bryts när han blir jagad av ett av sina tidigare offer (Mason Verger), som är besatt av tanken på hämnd.
Clarice Starling från När lammen tystnar är en huvudfigur även i denna bok.
Rollfiguren sägs bygga på flera verkliga seriemördare, bl.a. Ted Bundy som intervjuades i sin cell under jakten på andra seriemördare. Även den brittiske seriemördaren Robert Maudsley är en av inspirationskällorna.